# Magyar Kutatási Hálózat
A HUN-REN Magyar Kutatási Hálózat (rövidítve: HUN-REN, 2023. szeptember 1. előtt Eötvös Loránd Kutatási Hálózat, röviden ELKH) hivatalosan 2019. augusztus 1-jén felállított, működését szeptember 1-jén megkezdő kutatóintézeti hálózat Magyarországon. Vezető testületének feladata a korábban a Magyar Tudományos Akadémia szervezeti keretei közé tartozó kutatóintézetek és kutatóhelyek fenntartása, irányítása és működtetése. Irányító testületébe az elnök mellett hat tagot a tudománypolitika koordinációjáért felelős miniszter, hat tagot pedig a Magyar Tudományos Akadémia elnöke delegál. Az irányító testület első elnökévé Maróth Miklós klasszika-filológust, az MTA rendes tagját nevezték ki. A kutatóintézeti hálózat és a titkárság felállítását és működésének feltételeit a 2019. évi LXVIII. törvény határozza meg. A kutatásfejlesztés és a tudománypolitikai koordináció állami feladatait átvevő intézet megalapításával az Orbán-kormány deklarált célja az volt, hogy egységes szerkezetben biztosítsa a rendelkezésre álló források elosztását az egyes tudományágak és kutatóintézetek között, ezzel elősegítse a hazai kutatási rendszer, az innováció és a kutatásfejlesztés hatékonyságának optimalizálását.
A testület megalakulásához vezető kormányzati szándéknyilatkozatok és törekvések, a Palkovics László vezette Innovációs és Technológiai Minisztérium, valamint a Lovász László elnökölte Magyar Tudományos Akadémia között 2018 júniusában meginduló, fordulatokban bővelkedő egyeztetések és kommunikációs pengeváltások kiemelt politikai figyelmet és sajtóvisszhangot kaptak. A kutatóintézeti hálózat sorsa a kormány és a politikájával szembehelyezkedő körök közötti presztízsharc terepe lett. A kérdést eleinte költségvetési-finanszírozási vitaként pozicionálták az érdekelt felek, miután a 2019. évi költségvetés tervezetében a kutatóintézeti hálózat támogatására előirányzott összeg az Akadémiától a minisztérium bevételi rovatába került át. Egyeztetéseket követően 2018 szeptember elején aztán a minisztérium „konszolidációs és profiltisztítási” háttéranyagából kiderült, hogy az új tervek már a kutatóintézeti hálózat intézményi és szakmai átszervezését céloznák meg év végi határidővel. A kiélesedett helyzet hamarosan a kompromisszum irányába kezdett fordulni, amikor a felek megállapodtak abban, hogy az akadémiai kutatóhálózat teljesítményének átvilágításával határozzák meg a szükséges strukturális átalakításokat. Az erre a célra novemberben felállított testület, a Kutatóhálózati Tudományos Elnöki Bizottság (KTEB) ajánlásaival 2019 januárjában megindult a kutatóhelyek szakmai átvilágítása. Ezt a munkát még befejezése előtt okafogyottá tette az a 2019. februári kormányzati bejelentés, amely határozottan kiállt amellett, hogy a kutatóintézetek szervezeti-intézményi leválasztása az Akadémiáról a hatékony kutatásfinanszírozási rendszer kialakításának sarokköve, amit a kormány az Akadémia jóváhagyása nélkül is végrehajt. A kutatóhálózat elvételének hírére számos hazai és nemzetközi tudományos kör szolidaritásáról biztosította a „megnyirbált autonómiájú” Magyar Tudományos Akadémiát.

## Megalakulása

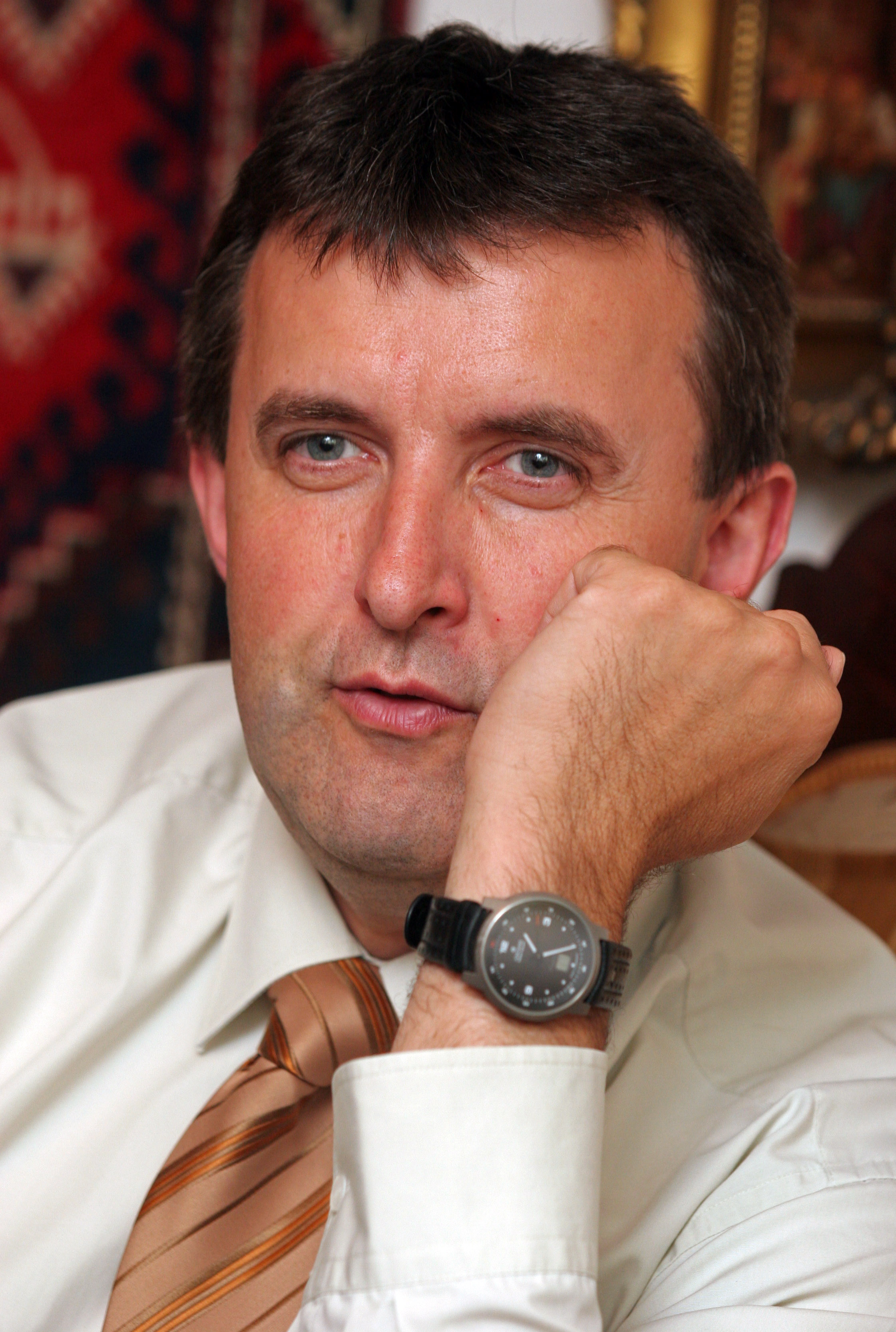
Palkovics László a 2000-es években

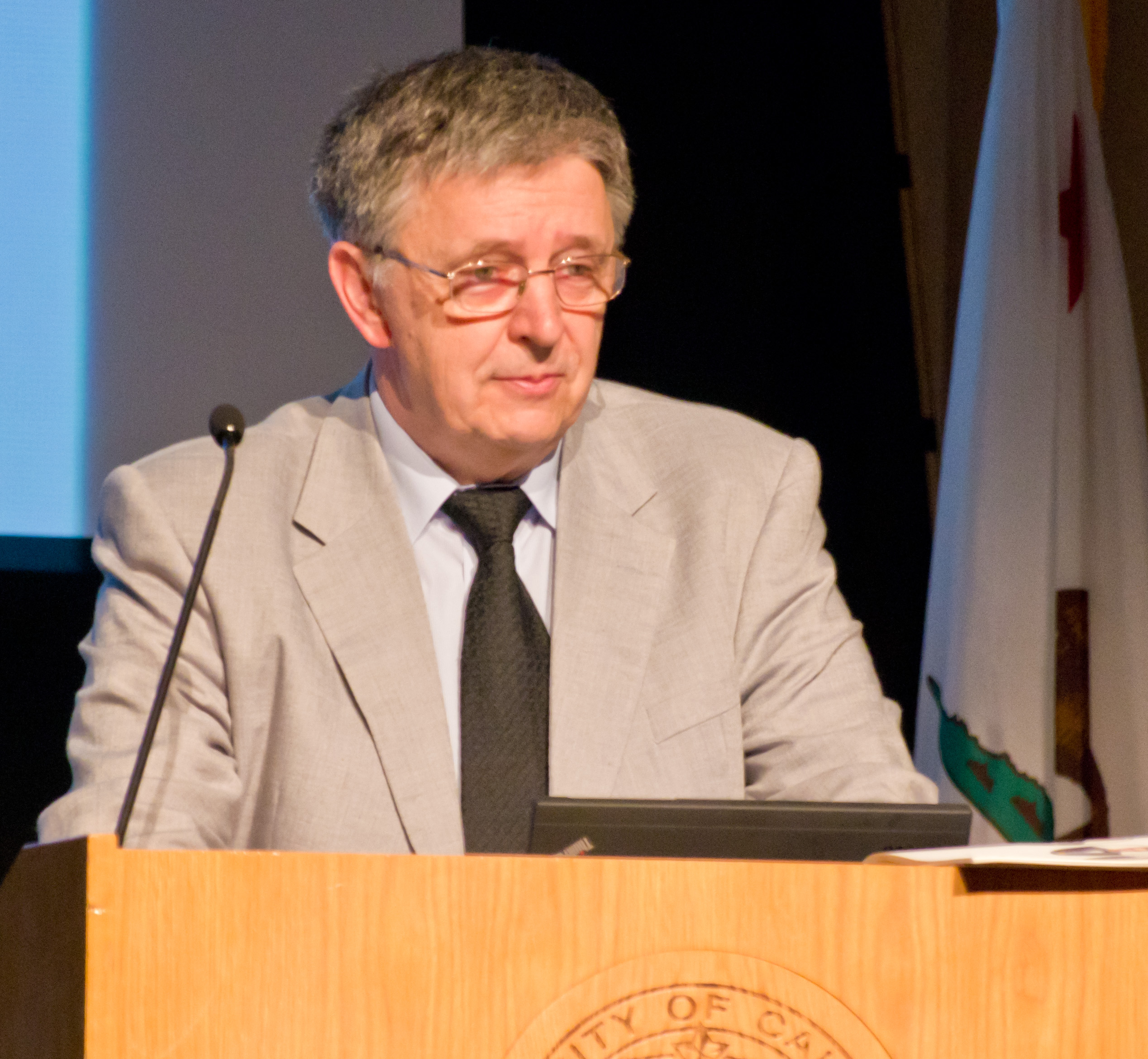
Lovász László akadémiai elnök

A második Orbán-kormány 2010-es hatalomra kerülését követően történtek intézkedések a kutatásfejlesztési finanszírozás átszervezésére, mint például az akadémiai kutatóintézetek összevonása (2011), tudománypolitikai stratégia kidolgozása (2013), a Nemzeti Kutatási, Fejlesztési és Innovációs Hivatal (NKFIH) létrehozása Pálinkás József vezetésével (2014) stb. A kormány tudománypolitikai törekvései más szakpolitikai területekhez képest nem keltettek nagy hullámokat sem az érdeklődő nyilvánosságban, sem a szakmai körökben. Ugyanakkor az Akadémia elnöki székében a Pálinkást 2014-ben váltó Lovász László vezetése alatt a testület több közéleti, oktatásügyi, gazdaságpolitikai stb. állásfoglalásában egyes kormányintézkedések kritikusaként pozicionálta magát, amiért kormányközeli publicisták és szakértők nemegyszer retrogád tendenciákkal, baloldalisággal vádolták az Akadémiát. Ezek a folyamatok azonban a felszínen nem nyomták rá bélyegüket az Akadémia és a kormány kapcsolatára. Az MTA Számítástechnikai és Automatizálási Kutatóintézetben 2018. május 25-én megtartott magyar–német innovációs napon Palkovics László innovációs és technológiai miniszter előadásában például kiemelte az akadémiai intézetek jelentőségét az innovációs folyamatokban. A kormány tudománypolitikai elképzeléseit felvázolva egyebek mellett az ipari szereplők, az egyetemek és az Akadémia együttműködésének fontosságát hangsúlyozta. Politika és tudomány kapcsolatát azonban némiképp visszamenőlegesen is árnyalja, hogy a 2018 júniusát követő időszakban, az MTA kutatóintézeti hálózata feletti egyezkedések hátterében kormányzati szereplők szájából is elhangzottak az Akadémiát és akadémikusokat aktuálpolitizálással, a kormány kritizálásával vádoló szemrehányások.

### A kutatóhálózat központi finanszírozásának terve
2018. június 14-én az Index.hu portálon jelent meg a hír a szélesebb nyilvánosság előtt arról, hogy a kormány előtt fekvő 2019. évi központi költségvetési tervezet előirányzata szerint az MTA támogatása a korábbi évek összegének mintegy a felére esik vissza, és a kutatóintézeti hálózat költségvetési támogatására előirányzott 20,1 milliárd forint az Innovációs és Technológiai Minisztérium (ITM) fejezetében jelenik meg. Bár e legelső cikkben kormányzati forrásokat nem szólaltattak meg, a szerkesztők a címbe emelték ki következtetésüket: „Elvenné a kormány az MTA kutatóintézeteit”. A kormány azonnal cáfolta a sajtó értelmezését, és akként érvelt, hogy célja az egységes innovációs és tudománypolitikai stratégia létrehozása, az erőforrások hatékony felhasználásnak elősegítése. Az Akadémia másnap megerősítette, hogy az illetékes minisztérium a költségvetési tervezetet június 12-én elektronikus úton eljuttatta a tudóstestülethez, de „irreálisan rövid” véleményezési határidővel. Az Akadémia elnökségének 2018. június 15-ei rendkívüli ülésén a megjelent akadémikusok egyhangúlag arra kérték a kormányt, hogy a költségvetési keretszámokat előzetes konzultációt követően véglegesítsék, az akadémikusokból és tudósokból álló Stádium 28 Kör pedig a tudomány autonómiája elleni kormányzati támadásként értékelte a fejleményeket. Kevéssel később az Európai Tudományos Akadémiák Szövetsége is nyílt levélben állt ki az MTA szakmai és pénzügyi függetlensége mellett. A kormány részéről Palkovics László 2018. június 19-én szólalt meg, és azt nyilatkozta, hogy a kormány nem szándékozik az akadémiai kutatóintézetek irányítását átvenni, sem a kutatások fő hangsúlyait meghatározni. Hozzátette azonban, hogy a költségvetési forrásoknak hatékonyan kell szolgálniuk a tudományos kutatásokat. A kialakulóban lévő sajtóháborút a Figyelő június 19-én gyorsította fel, amikor az MTA gyökeres társadalompolitikai reformját támogató, nagy port felkavart cikkében sorra vette az MTA berkeiben „liberális” és „ideológiavezérelt” témákkal foglalkozó kutatókat (bevándorlás, gendertudomány, egyenlő bánásmód stb.). A kormány céljaival egyetértő, esetenként tudományos körökből érkező publikációk ezt követően szintén a tudományos eredmények elszámoltatását és a társadalompolitikai prioritások szem előtt tartását hiányolták a kutatásfinanszírozási rendszerben, és üdvözölték a megfogalmazott célokat. Június 22-én a Momentum Mozgalom szervezésében az Akadémia székháza előtt néhány száz embert megmozgató tiltakozó tüntetésre került sor az átalakítás ellen.
2018. június 26-án megindultak az egyeztetések a Magyar Tudományos Akadémia és az Innovációs és Technológiai Minisztérium között, amelyen a kutatóintézetek vezetői is részt vettek. A felek egyetértettek abban, hogy szükség van az innovációs törekvések és kutatások, ez utóbbi körön belül pedig az alap- és alkalmazott kutatások finanszírozási rendszerének elkülönítésére. Az Akadémia azonban ragaszkodott ahhoz, hogy a költségvetési támogatások és a kutatási intézményhálózat felett továbbra is ők rendelkezzenek, ezért Palkovics miniszter alternatív megoldások kidolgozására kérte fel a testületet. Az Akadémia által június 29-ére kidolgozott és Palkovics László miniszternek előterjesztett javaslatban elsősorban arra tettek indítványt, hogy a kölcsönösen megfelelő kompromisszum eléréséig halasszák el a 2019. évi költségvetési tervezet vitás tételszámainak elfogadását. Javasolták, hogy amennyiben a kormány társadalompolitikai céloknak is meg kíván felelni, úgy a fókuszterületeknek a kutatóintézeti hálózat költségvetési rovatában különítsenek el keretet, de ne vegyék el az Akadémiától a kutatások alapfinanszírozásához szükséges összeget. Amennyiben pedig ez elfogadhatatlan a kormány számára, legalább a kutatások szakmai felügyeletét biztosítsák az Akadémiának. Július 6-án Palkovics miniszter elfogadhatatlannak minősítette mindkét alternatív megoldást, és amellett tett hitet, hogy a kormány társadalompolitikai céljai legitimek, és a tervezett költségvetés elfogadása fontos lépés a kutatási összegek központi tervezésének irányába. Leszögezte azt is, hogy a kormány az akadémiai kutatóintézeti hálózat működtetésébe nem kíván beleszólni. Időközben sajtónyilvánosságot kapott, hogy nem csupán az MTA lehet érintett a kutatásfinanszírozási rendszer központosításában. Egy június elején született kormányrendelet alapján az NKFIH a korábbi gyakorlattól eltérően csak az innovációs és technológiai miniszterrel folytatott egyeztetést követően hirdethette ki az általa kezelt pályázatok eredményét. Az elkövetkező hetekben érdemi előremozdulásra nem került sor, csupán az MTA stratégiai tanácsadó testülete adott ki egy, a korábbi akadémiai álláspontot megerősítő állásfoglalást, a tudóstársaság elnöksége pedig július 25-én úgy határozott, hogy a kormányt a tárgyalások folytatására kéri fel, a kutatóintézetek irányítási rendszerét illetően pedig a 2019. májusi akadémiai közgyűlésig ajánlásokat fogalmazott meg. Ennek főbb pontjai voltak a személyi és kutatási kérdésekben az Akadémia döntési autonómiájának biztosítása, a köztestületi vagyon megmaradását és az intézeti hálózat irányítását biztosító jogi garanciák kidolgozása.
A háttérben zajló sajtóháború mindeközben nem lankadt. Ezt egyik oldalról az „Akadémia autonómiájának megcsorbításáról”, a „tudomány államosításáról”, a „kormányzati gyámságról” szóló félelmek, sőt, a Rákosi-kort felidézve az „Akadémia bedarálásáról” szőtt víziók jellemezték, másfelől pedig a helyzet komolyságát elbagatellizáló „felelőtlen hangulatkeltésről”, „műbalhéról”, „ellenzéki hisztériáról”, vagy éppen az „áltudományos kutatásokra több milliót elpazarló” MTA-ról cikkeztek. A publicisták csörtéi mellett a közgondolkodásban az ellenzéki erőkhöz sorolt médiumok a korábban az Orbán-kormány céljait támogató, de az MTA-val kapcsolatos terveket bíráló tudósokat is igyekeztek megszólaltatni. Interjúk készültek a június 28-án a Professzorok Batthyány Köréből tiltakozásként kilépett Freund Tamás agykutatóval és Szathmáry Eörs evolúcióbiológussal, Pálinkás József – az első Orbán-kormány minisztere, majd az NKFIH vezetője – szintén a kormányzati tervek ellen emelt szót a vele készült interjúkban. A szintén jobboldaliként számon tartott Vizi E. Szilveszter farmakológusnak – aki 2002 és 2008 között volt az MTA elnöke – a kormányközeli Magyar Hírlap biztosított lehetőséget arra, hogy Palkovics László korábbi nyilatkozatainak tartalmával vitába szálljon. A sajtótermékek lapjain folyó polémiában szokatlan módon az Akadémia is hallatta a hangját, miután a Figyelő július 4-én egy újabb összeállításában az Akadémia intézeteiben folyó tudományos kutatásokról, a testület finanszírozási hátteréről közölt olyan számadatokat, valamint olyan visszás jelenségekről számolt be, amelyek a szerkesztők véleménye szerint a tudományos testület alkalmatlanságát igazolták. A Magyar Tudományos Akadémia közleményben tiltakozott és pontokba szedve cáfolta a Figyelő adatait és értesüléseit.

### A kutatóhálózat átvilágításának terve
A háttérben tovább folytak az MTA és az ITM közötti egyeztetések. 2018. augusztus 23-án az MTA elnöke, Lovász László levélben foglalta össze a tudóstestület újabb javaslatait. Ennek egyik legfőbb pontja továbbra is a tervezett költségvetési változtatások elhalasztása, valamint új elemként a kormány és az MTA küldötteiből álló Kutatóhálózati Tudományos Tanács felállítása volt, amelynek feladata a kutatóintézetekben folyó tudományos munka finanszírozása és értékelése lenne. Emellett indítványt tettek arra is, hogy az alapkutatási pályázatok szakfelügyeletére, illetve a tudománypolitikai szempontból fontos fókuszterületek meghatározására szintén álljon fel egy-egy grémium, amelyek tagjai szintén a minisztérium és a tudományos körök delegáltjai lennének. Az akadémiai ajánlásra adott reakcióként szeptember 10-én Palkovics László miniszter egy újabb, a kutatási, fejlesztési és innovációs infrastruktúrát érintő „konszolidációs és profiltisztítási” prezentációs anyagot juttatott el Lovászhoz. Ebből kiderült, hogy a minisztérium időközben túllépett az akadémiai kutatóhálózat finanszírozásának kérdéskörén, és az új tervek szerint 2018 decemberéig átalakítanák az MTA szakmai felügyelete alatt álló kutatóintézeti hálózatot. Ezek szerint egyes kutatópontok egyetemi kezelésbe kerülnének át, mások a Bay Zoltán Alkalmazott Kutatási Közhasznú Nonprofit Kft. égisze alá kerülnének vagy akár meg is szűnnének. A tervezett változások lényegében az MTA 45 kutatópontjának mintegy harmadát érintették volna. A másnap, szeptember 11-ére összehívott akadémiai elnökségi ülésen a megjelentek az újonnan előállt helyzetet egyhangúlag úgy értékelték, hogy a kutatóintézeti hálózat feldarabolásáról szóló munkaanyag elfogadhatatlan, a minisztériummal folytatott tárgyalásokat elakadtnak tekintik, és rendkívüli közgyűlést hívnak össze. Palkovics László már másnap sajtóközleményben reagált, amelyben sajnálatát fejezte ki, hogy az Akadémia a nyilatkozattal nyomást kíván gyakorolni a döntéshozókra, ahelyett, hogy a szeptember 12-ére kitűzött tárgyalás konstruktív munkaanyagaként kezelnék az átküldött dokumentumot. Valóban még aznap sor került a minisztérium és az Akadémia szakértőinek találkozójára, amelyen a felek megállapodtak abban, hogy a helyzet rendezése közös érdekük, ezért a kutatási-pályázati finanszírozás folyamata a megszokott módon, a már hatályos költségvetésnek megfelelően folytatódik, és csak a kutatóintézeti hálózat teljesítményének szakmai átvilágítását követően kerülhet sor bármilyen szerkezeti átalakításra.	Az elkövetkező hetekben újabb levélváltás zajlott le Lovász László akadémiai elnök és Palkovics László innovációs és technológia miniszter között. Ennek eredményeként az MTA szeptember 25-ei elnökségi ülésén arról számolhattak be, hogy közös megegyezéssel létrejön egy Kutatóhálózati Tudományos Elnöki Bizottság (KTEB), amelynek feladata 2019 tavaszáig az intézmények szakmai teljesítményének átvilágítása lesz. Az MTA október 2-án, az ITM pedig október 15-én véglegesítette a KTEB-be delegált hét-hét tudós névsorát (Török Ádám, Barnabás Beáta, Vékás Lajos, Freund Tamás, Bokor József, Kertész András, Prószéky Gábor, illetve Kásler Miklós, Merkely Béla, Sótonyi Péter, Závodszky Péter, Fülöp Zsolt, Maróth Miklós, Lánczi András). A bizottság végül 2018. november 16-án alakult meg, társelnökei Vékás Lajos, illetve Maróth Miklós lettek.
Időközben 2018. október 30-án az Akadémia megtartotta rendkívüli közgyűlését. A köztestületben többségi konszenzus alakult ki azt illetően, hogy a kutatóintézeti alapfinanszírozásnak továbbra is az MTA költségvetési fejezetében kell szerepelnie, valamint hogy a kutatóintézeti hálózat drasztikus átszervezése szakmai szempontból indokolatlan, egyúttal elvi ajánlásokat fogalmaztak meg a finanszírozási rendszer átalakításának kérdésében is. Az MTA december 6-ára meghirdetett újabb rendkívüli közgyűlésén – amelytől az álláspontok közeledését várták a résztvevők – az előzetes megállapodástól eltérően Palkovics László miniszter nem jelent meg. Egy aznap megküldött levelében azzal mentette ki magát, hogy a köztestületi tagoknak kiküldött tájékoztatóanyag nem megfelelően vázolja fel a kialakult helyzetet és az egységes innovációs-tudománypolitikai rendszer megteremtéséhez megválaszolandó kérdéseket, pusztán a sajtóból is ismert tények felsorolása és az Akadémia álláspontjának ismertetése, így érdemi párbeszédre nem lát lehetőséget. Ugyanaznap sajtótájékoztatóján Palkovics miniszter a kutatók és a tudományos munka támogatásáról biztosított mindenkit, egyúttal elmondta, hogy az akadémiai elnökséggel december 3-án történt egyeztetés alapján az átvilágítás idejére a kutatóintézetek működésének folytonossága és zavartalansága továbbra is biztosított (ez utóbbi egyezség meglétét Lovász László hamarosan cáfolta). Mindezek fényében a rendkívüli közgyűlésen meglepetésekre nem került sor. A megjelentek nagy többsége egyetértett abban, hogy a kialakult helyzet bizonytalansága, a törvényi garanciák és a kiszámíthatóság hiánya a tudományos munka ellen dolgozik, ezért ragaszkodnak korábbi költségvetési forrásaikhoz és a kutatásfinanszírozás részleteinek mihamarabbi kidolgozásához. Egyetértettek az esetleges szerkezeti hiányosságokat feltáró átvilágítás céljaival, de leszögezték, hogy ez nem eredményezheti az intézethálózat szétdarabolását. Vizi E. Szilveszter javaslatára egyúttal köszönetüket fejezték ki Lovász László akadémiai elnöknek addigi helytállásáért. Az MTA elnökségének 2018. december 18-ai ülésén bejelentették, hogy a felméréshez szükséges háttéranyagok és kérdőívek megküldését követően – a november 16-ai KTEB-határozatok értelmében – megindul az akadémiai kutatóhálózatok átvilágítása, az értékeléseket 2019. március 14-éig kell benyújtani a KTEB számára. Az elnökség tagjai ugyanakkor Palkovics miniszternek megküldött levelükben sajnálatukat fejezték ki, amiért csak vázlatosan ismerhették meg a minisztériumnak a kutatásfejlesztésre, tudományszervezésre vonatkozó jövőbeni szerkezeti és finanszírozási elképzeléseit. Egyúttal újólag visszautasították a tudományos köztestület és a kutatóintézeti hálózat szervezeti szétválasztásának gondolatát, illetve felrótták azt is, hogy az új költségvetés szellemében a beköszönő 2019-es év első negyedében, vagyis az átvilágítás idejére a kutatási alaptámogatás egy részétől elesnek. A testület vezetői Palkoviccsal egyetértve úgy vélték, hogy nem folyik érdemi párbeszéd a minisztérium és az akadémiai testület között. Összefoglalóan bár a kutatóintézeti hálózat átvilágításának munkájának megkezdéséhez minden adott volt, a decemberi kommunikációs pengeváltások a kölcsönös megegyezés helyett a minisztérium és az akadémia konfliktusának elmélyülését hozták magukkal. A hangulaton nem javított, hogy a 2018. december 18-án kihirdetett CIV. törvény az MTA költségvetésének terhére bevezette a Széchenyi- és Kossuth-díjasok életjáradékának rendszerét (amelyben azonban akadémikusok nem részesülhetnek).
A 2018. szeptember 10-e utáni fejleményeket – nevesül, hogy a kormány a kutatóintézeti hálózat átszervezésétől elállva beleegyezett az átvilágítási folyamatba – egyes sajtóorgánumok úgy értékelték, hogy az ITM visszakozott, és mégsem kerül sor az akadémiai kutatóintézetek „einstandjára” és „beszántására”, de a Magyar Időkben is napvilágot látott olyan nyilatkozat, amely problémásnak tartotta, hogy az akadémiai kutatóhálózattal kapcsolatos kormányzati tervek homályosak. Ugyanakkor Palkovics László egy interjúban leszögezte, hogy visszalépésről szó sincs, és a kormány világosan artikulált álláspontja a tárgyalások júniusi megkezdése óta nem változott. A cél az erőforrások optimalizálása a társadalompolitikai célok szem előtt tartásával, amelynek része lehet a kutatóhálózat racionalizálása is. Lovász László akadémiai elnök az Indexnek adott interjúiban politikai motivációkat sejtetett az elmúlt hónapok történései mögött, egyúttal kilátásba helyezte lemondását, amennyiben a kutatóintézeti hálózat integritása megsérülne. Vele ellentétben az Akadémia főtitkára, Török Ádám 2018. december 12-én a Klubrádiónak adott interjújában szakmai kérdésnek minősítette a fejleményeket, és a helyzetre adott válaszokat, ugyanakkor jelezte, hogy nagyobb együttműködési készséget várna el a minisztériumtól. A helyenként a szakmaiságtól elrugaszkodott hangulatkeltés is tovább folyt a sajtóban. Az ellenzéki fórumok és véleményvezérek gyakran maró gúnnyal mellébeszéléssel és hazudozással vádolták Palkovics minisztert, a kormány céljait aljasnak és alpárinak aposztrofálták, emellett Pálinkás József és Kornai János interjúikban élesen kikeltek az Akadémia körül zajló átszervezési törekvésekkel szemben. Bár a kormányközeli lapok ritkábban szólaltak meg a témában, akkor is az MTA baloldaliságára, magyartalanságára és tudományos alkalmatlanságára hegyezték ki mondandójukat, ezzel igazolva a kormányzati törekvéseket, de érvelő hozzászólások is megjelentek, amelyek az MTA idejét múlt tudományfelfogására, a „kutatói függetlenség” és a „tudományos szabadság” kontextus nélküli demagóg voltára mutattak rá. 2018. november 24-én a kormány oktatás- és tudománypolitikáját ellenzők Tüntetés a tudomány és az oktatás szabadságáért néven tiltakozó menetet terveztek, melynek során a mintegy kétezer résztvevő az Akadémia székháza mellett is elvonult. A rendezvény egyik szónoka, Tamás Gáspár Miklós az akadémiai kutatóintézetek ellehetetlenítéséről beszélt. Egy 2018. december 21-ei ellenzéki tüntetésen felszólalt Szűcs Zoltán Gábor az akadémiai szabadság eltiprása ellen tiltakozott beszédében. A minisztérium és az Akadémia között immár hónapok óta zajló kommunikációs háború egyik nagy vesztese a magyarországi tudományosság lett: 2018 novemberében az MTA fizikai osztályának tagjai például úgy döntöttek, hogy mintegy tízévnyi előkészítő munkát követően a kiszámíthatatlan helyzet miatt mégsem támogatják az Einstein teleszkóp néven ismert gravitációshullám-detektor Mátrába telepítését, ami a hazai fizika történetének egyik legnagyobb presztízsberuházása lett volna.

### A kutatóhálózat elvétele
A Magyar Tudományos Akadémia 2019. január 14-én adta hírül, hogy megkezdődött a kutatóintézeti hálózat átvilágítása, egyúttal közreadta az értékelés szempontrendszerét és ütemezését is. Ugyanakkor a testület vezetői ismét aggodalmuknak adtak hangot annak kapcsán, hogy az új költségvetés életbe lépésével a kutatóintézetek működésének finanszírozása nem biztosított. Az Innovációs és Technológiai Minisztérium másnap közleményében részletesen cáfolta a finanszírozás körüli aggodalmakat, azt, hogy a kutatóintézetek feladatainak ellátását bármi is veszélyeztetné. A kormánysajtóban megjelent egyes értelmezések szerint az akadémiai testület félreértésből vagy a helyzet tudatos félreértelmezésével igyekezett a finanszírozás kérdésével kormányellenes hangulatot kelteni. Ennek ellenére február elején már arról jelentek meg sajtóértesülések, hogy az akadémiai kutatóintézetekben akadoztak a dologi kiadások költségtérítései, miután az intézeti vezetők a kötött felhasználású pályázati és megbízási pénzekből nem pótolhatták ki a visszatartott rezsiköltségvetés okozta hiányt. 
Az átvilágítás eredményeiről 2019. március 21-én számoltak be a korábban megalakított szakbizottságok. Eredményeik megerősíteni látszottak azt a korábbi vitákban az Akadémia részéről már felmerült érvet, hogy a magyarországi akadémiai kutatóintézeti hálózat Európa legerősebbjei közé tartozik, vagyis radikális intézményi átalakításra nincs szükség. Ez azonban márciusra már kevésnek bizonyult az akadémiai kutatóhálózat megmentéséhez. Amikor Palkovics László innovációs és technológiai miniszter 2019. január 19-én felvázolta kutatási-fejlesztési és finanszírozási elképzeléseit az akadémiai kutatóhelyek vezetőinek, ennek fő elemei még az állami szerepvállalás GDP-ráfordításban is tükröződő erősítése, a vállalati, felsőoktatási és költségvetési (akadémiai) kutatóhelyek párhuzamos fejlesztése, az innováció és kutatás szétválasztása, a finanszírozást felügyelő költségvetési testület létrehozása voltak. 2019. február 8-án azonban az ellenzéki sajtóban megszellőztették egy telefonbeszélgetés leiratát, amelyben Palkovics László miniszter egy kutatóintézeti vezetőnek leszögezte, hogy az akadémiai testület és a kutatóhálózat intézményi szétválasztása, a teljesítményalapú kutatásfinanszírozás független szakmai testülethez kerülése elengedhetetlen feltétele a „lemaradásban lévő” hazai tudományos kutatás felzárkóztatásához. A beszélgetésben a korábbi tervek radikális megváltozását azzal indokolta a miniszter, hogy a kormány az Akadémia részéről politikai hadüzenetként értékelte az MTA Humán Tudományok Házában a Stádium 28 Kör akadémikusai részvételével megtartott dolgozói fórumot („sorosista rendezvényt”). A politikai és tudományos színtér szereplői felzúdultak. A Lendület Program még előző nap született nyílt levelét február 9-éig 125 munkacsoport-vezető és kutató írta alá. A levélben arra kérték Orbán Viktor miniszterelnököt, hogy rákényszerítse miniszterét az akadémiai vezetőséggel való tárgyalásos egyeztetésre. Orbán néhány nap elteltével szintén nyílt levélben válaszolt a Lendület-kutatóknak, és biztosította őket arról, hogy a kormány „a magyar tudomány és a magyar emberek javát” keresi, márpedig Magyarország a nemzetközi innovációs rangsor sereghajtói közé tartozik, a tudásból nem keletkezik haszon. Hazai és külföldi egyetemi oktatók, tudományos testületek és egyesületek hosszú sora biztosította a Magyar Tudományos Akadémiát támogatásáról és szolidaritásáról, a nemzetközi sajtóban pedig összefoglalások jelentek meg a Magyar Tudományos Akadémia körül kialakult helyzetről.
2019. február 12-én az Innovációs és Technológiai Minisztérium megerősítette a sajtóba kiszivárgott híreket. A miniszter ugyanakkor felrótta az ellenzéknek a hangulatkeltést, és arra figyelmeztetett, hogy 2006-ban éppen a Gyurcsány-kormány gazdasági minisztere, Kóka János vette számításba a versenyképtelen kutatóhelyek megszüntetését. Ugyancsak február 12-én az Akadémiai Dolgozók Fórumának szervezésében tüntetésre került sor, ahol a mintegy 2 ezer ember élőlánccal vette körbe az Akadémia székházát, a rendezvény felszólalói között pedig Pléh Csaba pszichológus, Kenesei István nyelvész, Szilágyi Adrienn történész fogalmazták meg a tervekkel kapcsolatos fenntartásaikat. Ugyanakkor az erdélyi magyar tudományosság mintegy száz képviselője Kolozsváron szervezett néma tüntetést. Az eközben az élőlánccal körbevett budapesti épületben válságtanácskozást tartó akadémiai elnökség úgy határozott, hogy továbbra is ragaszkodnak az intézetek alapfinanszírozásához, de kompromisszum reményében folytatják a tárgyalásokat a minisztériummal. Az Akadémia testülete a bejelentett átszervezés ellen azzal érvelt, hogy kutatóintézeti hálózatának teljesítménye világszinten is megállja a versenyt, a 2007–2017 közötti évtizedben az Európai Kutatási Tanácstól elnyert pályázatok (ún. ERC-grantek) számában messze megelőzte bármely más kelet-európai ország tudományos akadémiáját, beleértve a Magyarországnál népesebb Lengyelországét és Romániáét is. Érvelésük szerint ennek a nemzetközi sikernek a záloga, hogy az Akadémia testületei és tudósai végzik a szakmai felügyelet munkáját.
Az új helyzetről folytatott tárgyalások február 13-án meg is kezdődtek a minisztérium és az Akadémia között. A kormány elgondolásának fő eleme az volt, hogy az Akadémia valamennyi kutatóintézete és azok vagyontárgyai egy újonnan felállítandó vagyonkezelő alapítvány kezelésébe kerülnek. 2019. március 8-án a minisztérium és az akadémia delegációi – Palkovics László, illetve Lovász László vezetésével – ismét tárgyaltak. Palkovics László nem engedett az elképzeléseiből, világossá tette, hogy a kutatóhálózat szervezetileg is független működtetése a kormány tudománypolitikai elképzeléseinek sarokköve, és ennek törvényi hátterét az Akadémia egyetértése nélkül is megteremtik. Az egyeztetés lezárásaként a felek közös szándéknyilatkozatot fogadtak el. Ebben Lovász László tudomásul vette, hogy a kormány a kutatóintézeti hálózatot az Akadémia szervezeti keretein kívül kívánja működtetni, de egyúttal a miniszter arra kötelezte magát, hogy az intézeti hálózatot egyben tartják, a kutatóhelyi munka kiszámíthatóságát hosszú távú stratégiával támogatják, és a hálózat irányító testületébe a minisztérium mellett az Akadémia is delegál tagokat. A szándéknyilatkozatot aláíró akadémiai elnököt a kutatóintézetek sorsáért aggódók oldaláról több támadás érte, miszerint a december 6-ai rendkívüli akadémiai közgyűlés határozatait megsértve kapitulált az ultimátumot küldő minisztérium előtt, mások viszont az erőfölényt elismerő kompromisszumnak, a még védhető értékek védelméért megtett nehéz döntésnek tartották a lépést. Az ellenzéki pártok közül a Demokratikus Koalíció sajtótájékoztatón tiltakozott a Magyar Tudományos Akadémia „kivéreztetése” és „szétverése” ellen, követelte a folyamat leállítását. Az MTA kutatóintézeteinek vezetői március 18-ára keltezett háttéranyagukban ajánlásokat fogalmaztak meg a kutatói szabadságot garantáló intézményi feltételek megteremtéséhez, hogy ezzel is segítsék a minisztériummal folyó egyeztetéseket, egyúttal továbbra is hiányolták, hogy a minisztérium a kutatóhálózati reformot, különösen a kutatóintézetek elvételét illetően még mindig adós a tételes indoklással. Az Akadémiai Dolgozók Fórumának felhívására 2019. március 21-én újabb tüntetésre került sor az Akadémia székháza előtt, majd a több száz résztvevő átvonult az Innovációs és Technológiai Minisztérium elé, hogy a tárca vezetőjének átnyújtsák petíciójukat.
A sajtótermékek a beszámolókon túl véleménycikkekkel, hangulatkeltésekkel, nemritkán hecckampányokkal követték 2019 első hónapjainak eseményeit. A kormányközeli 888.hu publicistája, Szentesi Zöldi László a „magyar szellemi élet kulcspozícióit megszálló” akadémia tudósait „íróasztalukhoz ragaszkodó régi komcsiknak és liberálisoknak” titulálta. E lapok olvasói arról értesülhettek, hogy a Magyar Tudományos Akadémia szovjet típusú intézmény, „magyar marxisták mutyiakadémiája”, vagy hogy balliberális bírói körök Soros György pénzéből szerveztek jogi konferenciát az MTA-n. Gyarmathy Éva – egyébként akadémiai kutatóintézeti munkatárs – a hvg-ben indulatos, túlfűtött vádiratot intézett az „intézményrendszert kivégző”, az „Akadémiát bedaráló” kormány ellen. Röviddel a kormányzati szándékok február 8-ai kiszivárgása után az ellenzéki sajtóban a tudósok Magyarországról való elmenekülésével riogattak, valamint téma lett, hogy a kutatóintézeti munkatársak publikációs tevékenységét hiányoló Palkovics László kutatóintézeti munkatársként magas fizetése ellenére éveken át nem publikált. A sajtótermékek a tudomány világának képviselőit is megszólaltatták, hogy pró és kontra érveiket elmondják. Az ügyben már többször megszólalt korábbi MTA-elnök, Pálinkás József a kialakult helyzetet zűrzavarosnak, a kormányzati törekvéseket zsarolásnak, Palkovics miniszter hozzáállását méltatlannak, az értelmiség hallgatását pedig csalódást keltőnek minősítette. Lovász László akadémiai elnök az ebben az időszakban adott interjúiban szintén nem zárkózott el attól, hogy a kialakult helyzetet Palkovics László miniszter részéről zsarolásnak értékelje, noha Palkovics László miniszter már egy héttel korábbi interjújában elutasította a zsarolás és fenyegetőzés vádjait. A Mandinernek adott interjújában Grüner György fizikus, miniszteri tanácsadó vette védelmébe a kormányzati törekvéseket, arra helyezve a hangsúlyt, hogy a szellemi tőkében erős Akadémia nem gondoskodik a szellemi vagyon termeléséről, az állam eltartottjaként működik. A Magyar Hírlap Demeter Márton kommunikációkutatót és Letoha Tamás farmakológust szólaltatta meg, akik az akadémiai testület részéről az önvizsgálat hiányát, a kutatói állások és pályázati lehetőségek hozzáférhetetlenségét, a költségvetési és egyetemi kutatóhelyek finanszírozásának visszásságait rótták fel.

## Szervezete és működése
| Az HUN-REN Magyar Kutatási Hálózat szervezeti egységei | Az HUN-REN Magyar Kutatási Hálózat szervezeti egységei |
| Jogelőd                                                | Intézet neve                                           |
| ------------------------------------------------------ | ------------------------------------------------------ |
| MTA Agrártudományi Kutatóközpont                       | Agrártudományi Kutatóközpont                           |
| MTA Atommagkutató Intézet                              | Atommagkutató Intézet                                  |
| MTA Bölcsészettudományi Kutatóközpont                  | Bölcsészettudományi Kutatóközpont                      |
| MTA Csillagászati és Földtudományi Kutatóközpont       | Csillagászati és Földtudományi Kutatóközpont           |
| MTA Energiatudományi Kutatóközpont                     | Energiatudományi Kutatóközpont                         |
| MTA Kísérleti Orvostudományi Kutatóintézet             | Kísérleti Orvostudományi Kutatóintézet                 |
| MTA Közgazdaság- és Regionális Tudományi Kutatóközpont | Közgazdaság- és Regionális Tudományi Kutatóközpont     |
| MTA Nyelvtudományi Intézet                             | Nyelvtudományi Kutatóközpont                           |
| MTA Ökológiai Kutatóközpont                            | Ökológiai Kutatóközpont                                |
| MTA Rényi Alfréd Matematikai Kutatóintézet             | Rényi Alfréd Matematikai Kutatóintézet                 |
| MTA Számítástechnikai és Automatizálási Kutatóintézet  | Számítástechnikai és Automatizálási Kutatóintézet      |
| MTA Szegedi Biológiai Kutatóközpont                    | Szegedi Biológiai Kutatóközpont                        |
| MTA Társadalomtudományi Kutatóközpont                  | Társadalomtudományi Kutatóközpont                      |
| MTA Természettudományi Kutatóközpont                   | Természettudományi Kutatóközpont                       |
| MTA Wigner Fizikai Kutatóközpont                       | Wigner Fizikai Kutatóközpont                           |
| MTA Támogatott Kutatócsoportok Irodája                 | Támogatott Kutatócsoportok Irodája                     |

### Elnökei
- Maróth Miklós (2019–2023)
- Gulyás Balázs Zoltán (2023–)